# Johannes Trithemius
Johannes Trithemius (též Johannes Heidenberg, Johannes Zeller nebo Johannes von Trittenheim; 1. února 1462, Trittenheim – 13. prosince 1516, Würzburg) byl klášterním opatem ve Sponheimu, mnohostranný učenec a humanista. Byl známý také jako teoretik angelologie, bílé magie a čarodějnictví.

## Život
Johannes Heidenberg se narodil v Trittenheimu nad Moselou. Později se pojmenoval jako Johannes Trithemius (podle latinského přepisu jeho rodného místa). Ještě než mu byl jeden rok, zemřel jeho otec Johann von Heidenburg. Jeho nevlastní otec, který si o sedm let později vzal jeho matku Elizabetu, byl odpůrcem vzdělávání a kladl mladému Trithemiovi do cesty mnoho překážek. Ten se jenom tajně a s velkými potížemi naučil řecky, latinsky a později také hebrejsky. V sedmnácti letech odešel z rodného domu, aby našel vynikajícího učitele. Přitom cestoval přes Trier, Kolín nad Rýnem, Holandsko a Heidelberg a na konci ledna roku 1482 došel až do benediktínského kláštera ve Sponheimu u lázní Bad Kreuznach. Tam byl 29. června roku 1483 již půl roku po vstupu do kláštera zvolen za 25. klášterního opata. 9. listopadu byl světícím biskupem Bertholdem von Obergem za opata také vysvěcen.
Trithemius jako mnich velmi snadno a lehce přinesl početnými teologickými a pedagogickými aktivitami novou vážnost do života kláštera. Díky disciplinovanosti a nové regulaci klášterního práva se mu podařilo vědeckou prací ustálit klesající finance. V roce 1491 nechal založit rejstřík o vlastnictví kláštera a mimo to nechal vytvořit dvě „sbírky moudrostí“ (zákoníky). Jeho neobvyklé aktivity nezůstaly dlouho nepovšimnuty a tak byl brzy dosazen jako visitator (lat. visitare – navštěvovat) do okolních klášterů a nakonec byl jmenován spoluprezidentem generální kapituly. Trithemius vykonávál službu svých úředních činností a objížděl jako žádaný kazatel a řečník širokou část Německa, což bylo velmi ku prospěchu jeho velké vášni – klášterní knihovně. Při jeho příchodu do kláštera tam bylo k dispozici 48 knih, což bylo na tehdejší dobu pro klášterní knihovny naprosto běžné číslo. Roku 1505, když Trithemius opouštěl Sponheim, vzrostl počet knih na 2000 exemplářů, tedy největší, pokud to tehdy nebyla vůbec úplně největší knihovna Německa. Však pro ni byl vynaložen převažující díl klášterních příjmů. Proslulost této „pokladnice vědomostí“ zářila nad celou Evropou, učinila Trithemia známým, ukázala velkou sílu a přitahovala proudy učených návštěvníků do Sponheimu.
Vedle předních humanistů své doby, jako byli Johannes Reuchlin, Conrad Celtis, Johann von Dalberg, Dietrich Gresemund nebo Jakob Wimpheling byl alespoň v písemném kontaktu s biskupem, kurfiřtem a samotným císařem Maxmiliánem I. Habsburským.
Početní hosté z vyšších vrstev, o které muselo být usilovně pečováno, tak přinášelo pro mnichy mnoho práce. Proto Trithemius zavedl v klášterním životě přísný režim a netoleroval žádný nepořádek a lajdáctví. To vedlo postupně ke stále větší nevraživosti a nenávisti, až nakonec roku 1505, když Trithemius ležel nemocný ve své jizbě, mniši zapálili část jeho oblíbené knihovny. Propast mezi mnichy a jejich opatem se stala nepřekonatelnou a tak sám opustil ještě téhož roku Sponheim a začal žít jako poutník. Roku 1506 našel nový domov ve Skotském klášteře Svatý Jakub ve Würzburgu, kam ho povolal knížecí biskup Lorenz von Bibra. Tam byl také rovněž v tom samém roce zvolen opatem a tahle funkce mu zůstala vlastní až do jeho smrti v roce 1516. Ve Svatém Jakubu byl vysoce vážený díky své vzdělanosti, avšak ztráta knihovny zastínila a ztrpčila jeho podvečer života, přinesla drastický pokles návštěv a také kontaktů s nimi. Po smrti byl pohřben ve würzburském kostele. Epitaf, který jej zobrazuje v pontifikálním rouchu s mitrou a berlou pochází ze školy Tilmana Riemenschneidera.

## Činnost a práce

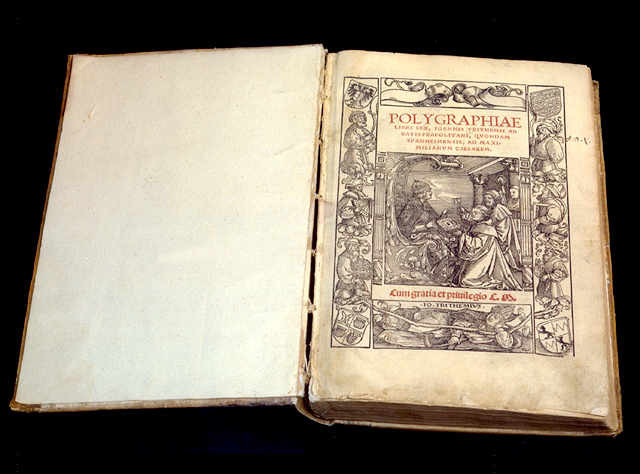
„Polygraphia“ Johanna Trithemia je první tištěná kniha na téma kryptografie a obsahuje jeho tabulku Tabula recta

Trithemius platí za jednoho z mnohostranných a nejvýznamnějších německých osobností mezi učenci své doby, a to i přesto, že nikdy nenavštěvoval žádnou univerzitu. Vedle svých buditelských přednáškových činností byl žádaným učitelem a rádcem v intelektuálních a dvorních kruzích. Sami muži formátu jako Johannes Reuchlin a Conrad Celtis velebili jeho učenost. Alexander Hegius podal zprávu o své návštěvě slovy: „Viděl jsem velké zářivé světlo světa.“ Kurfiřt Joachim I. Brandenburský, který pobýval jako u opata jako školák jej popsal jako „světlo naší doby“ a jako „archu veškerého vědění“.
Nepříliš uspokojivě o sobě pak napsal v jednom dopise: „Jsem ten Trithemius, kterého učenci považovali za neučeného, co věští jako Apollón.“
Trithemius sepsal více než 90 knih, počínaje Teologií a řeholními reformami. Později rozšířil svou tvorbu na zobrazování zpráv o zázracích svatých, rodové a klášterní kroniky, stejně tak si všímal mnoha závažných katalogů, seznamů a příruček.
Jeho kniha Liber de ecclesiatistics scriptoribus byla poprvé vytištěna roku 1494 v Basileji. Šlo o seznam církevních spisovatelů s 962 jmény a také o úvodní slovo jeho díla, pokládané za první Bibliografii. Stejně tak psal o astrologii a magii. Dále byl mimo jiné autorem Kryptographie a Steganographie. Šlo o témata, která byla v té době velmi diskutována i čtena, a patřila do duchovní oblasti.
Roku 1494 byl Trithemius, do té doby s velmi dobrou pověstí, poprvé nařčen z vědomého překrucování historie, když ve svém díle De laudibus sanctissimae matris Annae („Ke chvále svaté Anny“) tvrdil, že její dcera Marie vzešla z neposkvrněného početí.
Jeho žáky byli Heinrich Cornelius Agrippa z Nettesheimu (1486–1535) a Paracelsus (1493–1541).

## Steganographia
Jeho nejznámější dílo je Steganographia (napsána roku 1499 a vydána ve Frankfurtu roku 1606, na Index Librorum Prohibitorum umístěna roku 1609). Tato kniha má tři svazky, a řadí se do černé magie, kvůli používání ducha (lat. spirit) a duchovních mocností pro komunikaci na dlouhé vzdálenosti. Od té doby, kdy publikoval šifrovací klíč v prvních dvou svazcích roku 1606, vešel do známosti tím, že se začal zabývat kryptografií a steganografií. Ještě poměrně nedávno se o třetím svazku myslelo, že se jedná o magii, ale později se ukázalo, že se jedná o tzv. stegotexty s velkým kryptografickým významem. Toto dílo propůjčilo jméno moderní vědě steganografii.
Čím se tento duchovní učenec zabýval ve své době (kryptováním, šifrováním a kódováním) a co bylo považováno téměř za černou magii, tím se o pět století později začali seriózně zabývat kryptologové, vojenští a počítačoví experti.

## Polygraphia
Roku 1508 dokončuje šest svazků díla Polygraphia, vytiskl ji r. 1518. V pátém díle se nachází tabulka „Tabula recta“. Soubor věnoval císaři Maxmiliánovi. Popularita byla tak veliká, že kniha byla přepisována a vydávána ještě celá staletí po autorově smrti. Například v r. 1561 ji přeložil Gabriel de Collanges, a po něm r. 1620 ještě Dominique de Hotting.

## Annales Hirsaugiensis
Annales Hirsaugiensis plný název tohoto díla je Annales hirsaugiensis… complectens historiam Franciae et Germaniae, gesta imperatorum, regum, principium, episcoporum, abbatum, et illustrium virorum, je Latinsky „Letopisy Hirsau… obsahující dějiny Francie a Německa, pozoruhodné činy vládců, králů, princů, biskupů, opatů, a vynikajících mužů“.
Hirsau byl klášter blízko Württembergu, odtud zadal opat Trithemiovi zakázku roku 1495, ale práce mu trvala až do roku 1514, kdy dokončil dva svazky o 1400 stranách. Poprvé byl vydán r. 1690.
Někdo považuje toto dílo za jedno z prvních německých humanistických historických děl.

## Odkaz
Soubor díla Cipher Manuscripts byl zašifrován s použitím Trithemiovy šifry, jednoduchého zaměňování znaků, které popsal ve své knize Polygraphia. Cipher Manuscripts byl použit k založení Hermetického řádu úsvitu, první tajné sdružení, které velmi ovlivnilo Viktoriány a moderní evropský esoterismus.

## De septem secundeis
Roku 1509 napsal knihu De septem secundeis, někdy se uvádí De septum secundeis (O sedmi duších, kteří řídí oběhy nebeských sfér), ve které sám podává zprávu o sedmi planetárních inteligencích, které z pověření boha vládnou světu. V knize, kterou věnoval císaři Maxmiliánovi píše: „Slavný císaři! Je názorem mnoha osobností starých časů, že tento stvořený svět je z vůle Nejvyšší Inteligence (kterou je Bůh) uspořádán a usměrňován druhotnými inteligencemi… mezi nimi sedmi duchy, kteří jsou ustanoveni vládci sedmi planet… ze kterých, od počátku nebe a země, každý vládne světu 354 let a 4 měsíce po pořádku.“ Před ním se o tuto problematiku zajímal také Pietro d'Abano nebo Abraham ibn Ezra. Působením planet na život na Zemi se zabýval i Klaudios Ptolemaios. Ve svých proroctvích se o sedm vyšších inteligencí opíral ve svých proroctvích i Nostradamus. Dnes pokračuje v těchto stopách nauka angelologie.

## Magie
Velmi těžkopádně vyznívaly jeho magické zájmy. Přestože stále zdůrazňoval, že se zabývá pouze bílou magií, která je v souladu s křesťanskou naukou, brzy se ocitl v podezření, že je zainteresován také v černé magii a spolupracuje ve spojení s ďáblem. V díle Antipalus maleficiorum („Odpůrce čarodějnictví“) neohroženě a štvavě vystupuje proti kouzlům a čarodějnicím, které zastiňuje dokonce i „Kladivo na čarodějnice“. To bylo i přes jeho naprosto opačné ujišťování okolním světem považováno za ďábelskou magii. Některá jeho díla se ocitla po celá staletí na indexu zakázaných knih (Index Librorum Prohibitorum), který vydávala katolická církev. Tento index byl zrušen v roce 1966 za papeže Pavla VI, po Druhém vatikánském koncilu. Církev však morálně stále nedoporučuje dávat do oběhu nebo číst tyto knihy. Až na základě svého řečnického nadání a s pomocí vlivných přátel se vyhnul obvinění z kacířství a upálení na hranici.

## Dílo (výběr)
- Annales Hirsaugienses, 1509–1514
- Antipalus maleficiorum, 1508

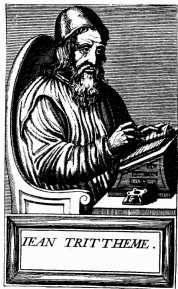
Johannes Trithemius, 1584

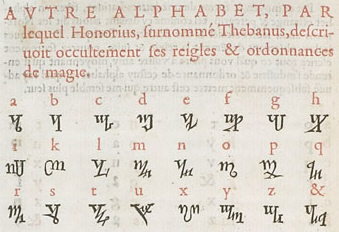
Polygraphia, edice z roku 1561 (originál 1518)

- Cathalogus illustrium virorum germaniam suis ingenijs et lucubrationibus omnifariam exornantium, 1491–1495 (Digitální archiv) – příručka o německém středověkém spisovateli a spisovatelce, platná jako první německé dějiny literatury
- Chronicon Hirsaugiense, 1495–1503
- Chronicon Sponheimense, ca 1495–1509 – Chronik des Klosters Sponheim, 1024–1509; Vlastní náklad Carl Velten, Bad Kreuznach 1969 (německy)
- Chronicon successionis ducum Bavariae et comitum Palatinorum, ca 1500–1506
- Compendium sive breviarium primi voluminis chronicarum sive annalium de origine regum et gentis Francorum, ca 1514
- De cura pastorali, 1496
- De duodecim excidiis oberservantiae regularis, 1496
- De institutione vitae sacerdotalis, 1486
- De laude scriptorum manualium, napsáno 1492, vydáno 1494 – Chvála písaři; Přátelé Mohanského umění a historie registrované sdružení, Würzburg 1973, (latinsky/německy)
- De laudibus sanctissimae matris Annae, 1494
- De origine gentis Francorum compendium, 1514 – An abridged history of the Franks / Johannes Trithemius; AQ-Verlag, Dudweiler 1987; ISBN 3-922441-52-1 (latinsky/ anglicky)
- De origine, progressu et laudibus ordinis fratrum Carmelitarum, 1492
- De proprietate monachorum, před 1494
- De regimine claustralium, 1486
- De scriptoribus ecclesiasticis, 1494 (Digitální archiv)
- TRITHEMIUS, Johannes. De Septem Secundeis, id est, intelligentiis, sive Spiritibus Orbes post Deum moventibus. Sponheim: Johannes Trithemius, 1508. (latinsky)

- De triplici regione claustralium et spirituali exercitio monachorum, 1497
- De vanitate et miseria humanae vitae, vor 1494
- De visitatione monachorum, um 1490
- De viris illustribus ordinis sancti Benedicti, 1492
- Exhortationes ad monachos, 1486
- In laudem et commendatione Ruperti quondam abbatis Tuitiensis, 1492
- Liber octo quaestionum, 1515
- Liber penthicus seu lugubris de statu et ruina ordinis monastici, 1493
- Nepiachus, 1507
- Polygraphiae, 1508
- Steganographia, ca 1500

### Sbírky
- Freher, Marquard: Opera historica; Minerva, Frankfurt/Main, 1966
- Busaeus, Johannes: Opera pia et spiritualia; 1604 a 1605
- Busaeus, Johannes: Paralipomena opuscolorum; 1605 a 1624